# 白大衣高血壓
白大衣高血压（英語：white coat hypertension）又譯白衣高血壓、白大褂高血压、白袍高血壓、诊室高血压或边缘性高血压，或稱白袍效應(white coat effect)，是一种不稳定的高血压，患者在临床环境中表现出高于正常范围的血压水平，尽管他们在其他环境中没有表现出来。

## 病理和确诊
白大褂高血压被认为是介于正常和高血压病之间的一个状态。可能是因為壓力緊張所致，有些人因为条件反射或其他原因，一见到穿白袍的医生就心里紧张，全身交感神经反应，血管收缩，导致血压上升。在其他地方，甚至换个护士测血压，就没有那么紧张，血压就偏低。有人统计，进诊室前后，血压平均可差27/14mmHg。也因此确诊为高血压病时要慎重，至少门诊不同时间3次测压均高才能算，或者讓醫師評估你平時居家血壓測量的紀錄值。有人甚至提出要求不同时日3次测压均高，才能確診是否有高血壓。
白袍高血压如果作24小时血压监测则可正常，但在动态监测血压过程中就出现差异。
貓最容易有白袍高血壓，帶貓到獸醫院量血壓或請獸醫師帶貓用血壓計到府量血壓，都會讓貓緊張而造成血壓飆高，但主人要自行量血壓也不容易，因為給貓測量血壓的困難度比給人量血壓高。

## 预后
目前证据显示，白袍高血压未予控制，罹患心脏病风险增加36%，任何因素死亡风险增加33%，心血管疾病死亡风险增加109%。